# Jakub Bachtík
Jakub Bachtík (* 1. září 1985, Frýdlant) je historik umění a památkář. Svou rozsáhlou výzkumnou a publikační činnost zaměřil na dějiny barokní architektury a na širší otázky ochrany a perspektiv zachování architektonického dědictví.
Vystudoval bohemistiku a dějiny umění na Filozofické fakultě Univerzity Karlovy v Praze. Zaměstnán byl na Středočeském územním odborném pracovišti Národního památkového ústavu. Od roku 2015 byl několik let redaktorem časopisu Zprávy památkové péče. Od roku 2014 je jednatelem Klubu Za starou Prahu. Na ochranu památkových hodnot zástavby Prahy soustavně veřejně vystupuje.

## Ocenění
Kniha Barokní architektura v Čechách, jejímž je Jakub Bachtík spoluautorem, byla Univerzitou Karlovou vyznamenána Cenou Bedřicha Hrozného za tvůrčí počin za rok 2015.

## Publikace
- Barokní architektura v Čechách, Karolinum, Praha 2015 (spoluautorství). ISBN 9788024627366
- Vznešenost & zbožnost. Barokní umění na Plzeňsku a v západních Čechách, 2015 (spoluautorství)